# Euler-érem
Az Euler-érmet a Institute of Combinatorics and its Applications ítéli oda olyan matematikusnak, aki a kombinatorika terén ért el komoly áttörést élete során.

## A díjazottak
- 2019: Nem volt díjazott
- 2018: Dieter Jungnickel (Németország)
- 2017: Fan Chung (USA)
- 2016: James Hirschfeld (Ausztrália)
- 2015: Nem volt díjazott
- 2014: Brian Alspach (USA)
- 2013: Curt Lindner (USA)
- 2012: Alex Rosa (Kanada)
- 2011: Cheryl Praeger (Ausztrália)
- 2010: Bojan Mohar (Szlovénia)
- 2009: Nem volt díjazott
- 2008: Korchmáros Gábor (Magyarország)
- 2007: Stephen Milne (USA), Heiko Harborth (Németország)
- 2006: Clement Lam (Kanada), Nick Wormald (Kanada)
- 2005: Ralph Faudree (USA), Aviezri Fraenkel (Izrael)
- 2004: Doron Zeilberger (USA), Zhu Lie (Kína)
- 2003: Peter Cameron (UK), Charles Colbourn (USA)
- 2002: Herbert Wilf (USA)
- 2001: Spyros Magliveras (USA)
- 2000: Richard A. Brualdi (USA), Horst Sachs (Németország)
- 1999: D.K. Ray-Chaudhuri (USA)
- 1998: Peter Hammer (USA), Anthony Hilton (UK)
- 1997: Nem volt díjazott
- 1996: Jack van Lint (Hollandia)
- 1995: Hanfried Lenz (Németország)
- 1994: Joseph A. Thas (Belgium)
- 1993: Claude Berge (Franciaország), Ron Graham (USA)

## Külső hivatkozások
- A díjazottak